# Forest-sur-Marque
Forest-sur-Marque est une commune française, située dans le département du Nord (59) en région Hauts-de-France. La commune fait partie de la Métropole européenne de Lille.

## Géographie

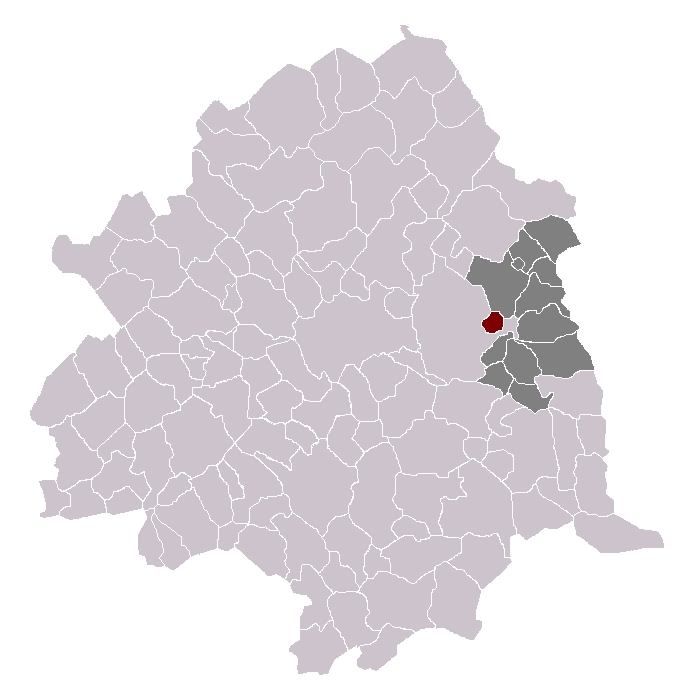
Forest-sur-Marque dans son canton et son arrondissement.

### Situation

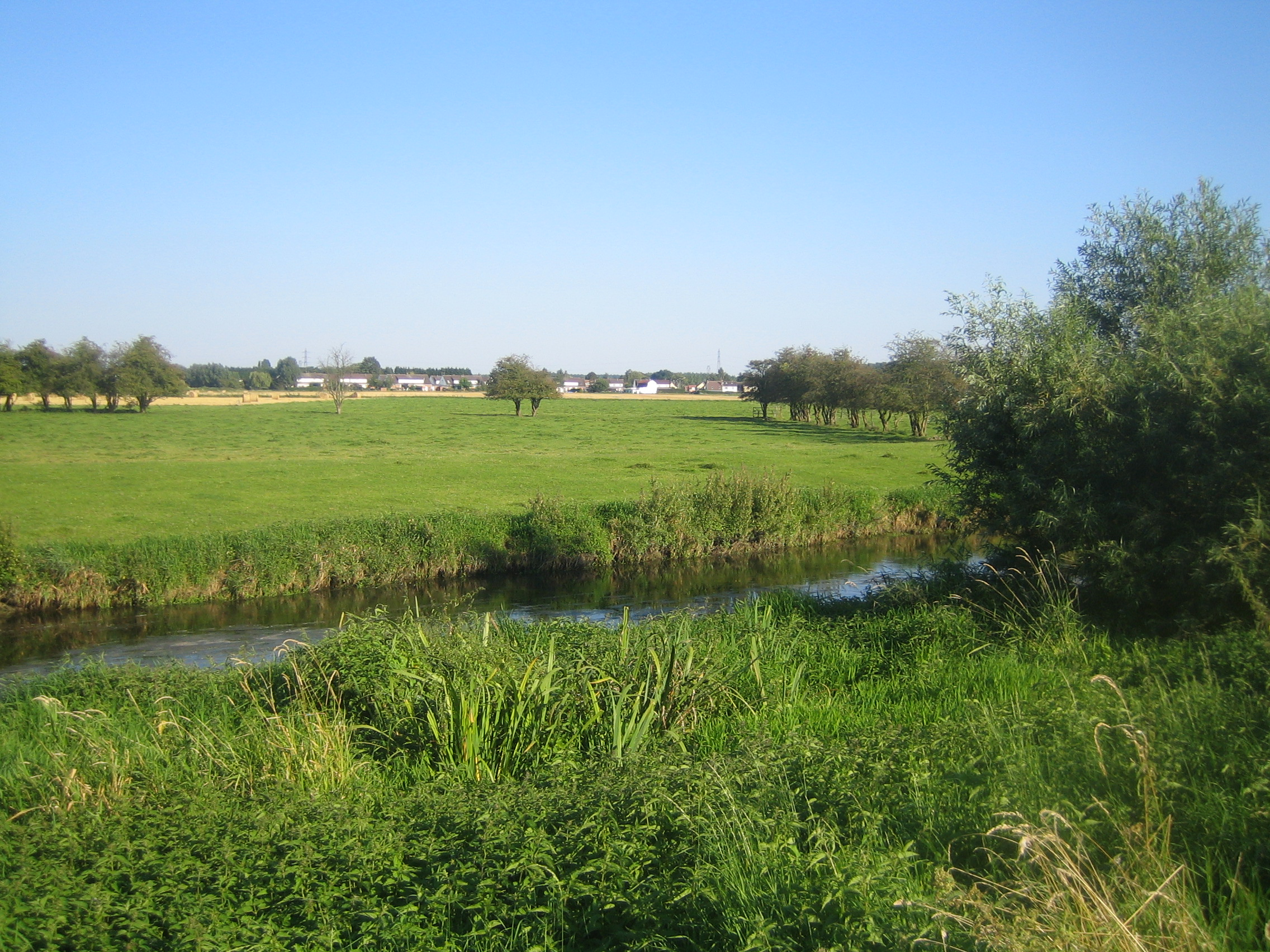
La Marque entre Forest et Villeneuve-d'Ascq

Forest-sur-Marque se situe à l'est de l'agglomération lilloise et à 5 km de la Belgique.
La Marque est la rivière qui coule au pied du village.

### Communes limitrophes

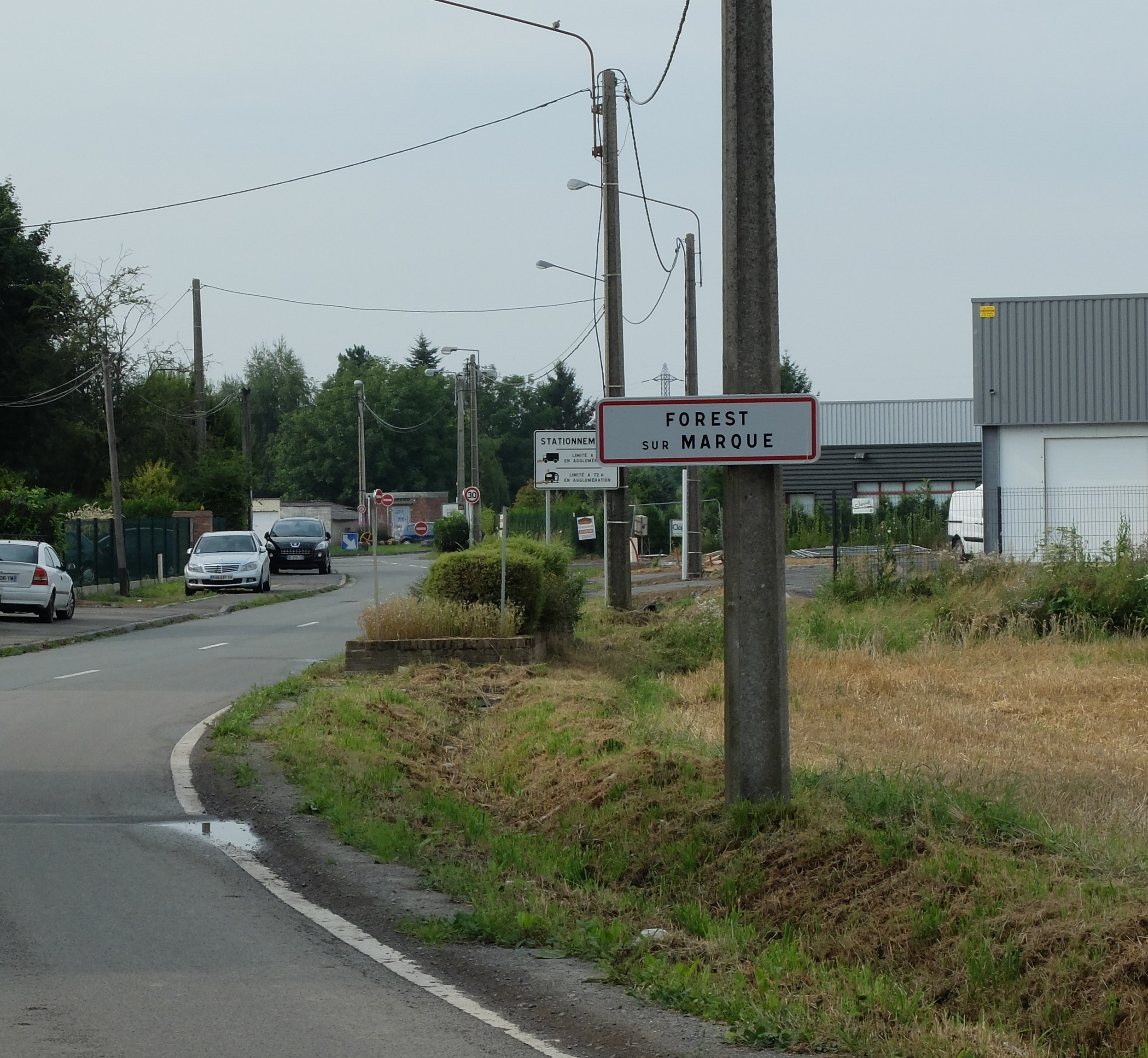
Une entrée de la commune.

| Villeneuve-d'Ascq | Hem               | Hem               |
| Villeneuve-d'Ascq | Forest-sur-Marque | Hem               |
| Villeneuve-d'Ascq | Villeneuve-d'Ascq | Villeneuve-d'Ascq |

### Hydrographie

#### Réseau hydrographique
La commune est située dans le bassin Artois-Picardie. Elle est drainée par la Marque, le Héron,,.
La Marque, d'une longueur de 32 km, prend sa source dans la commune de Thumeries et se jette  dans le canal de Roubaix à Wasquehal, après avoir traversé 25 communes. 

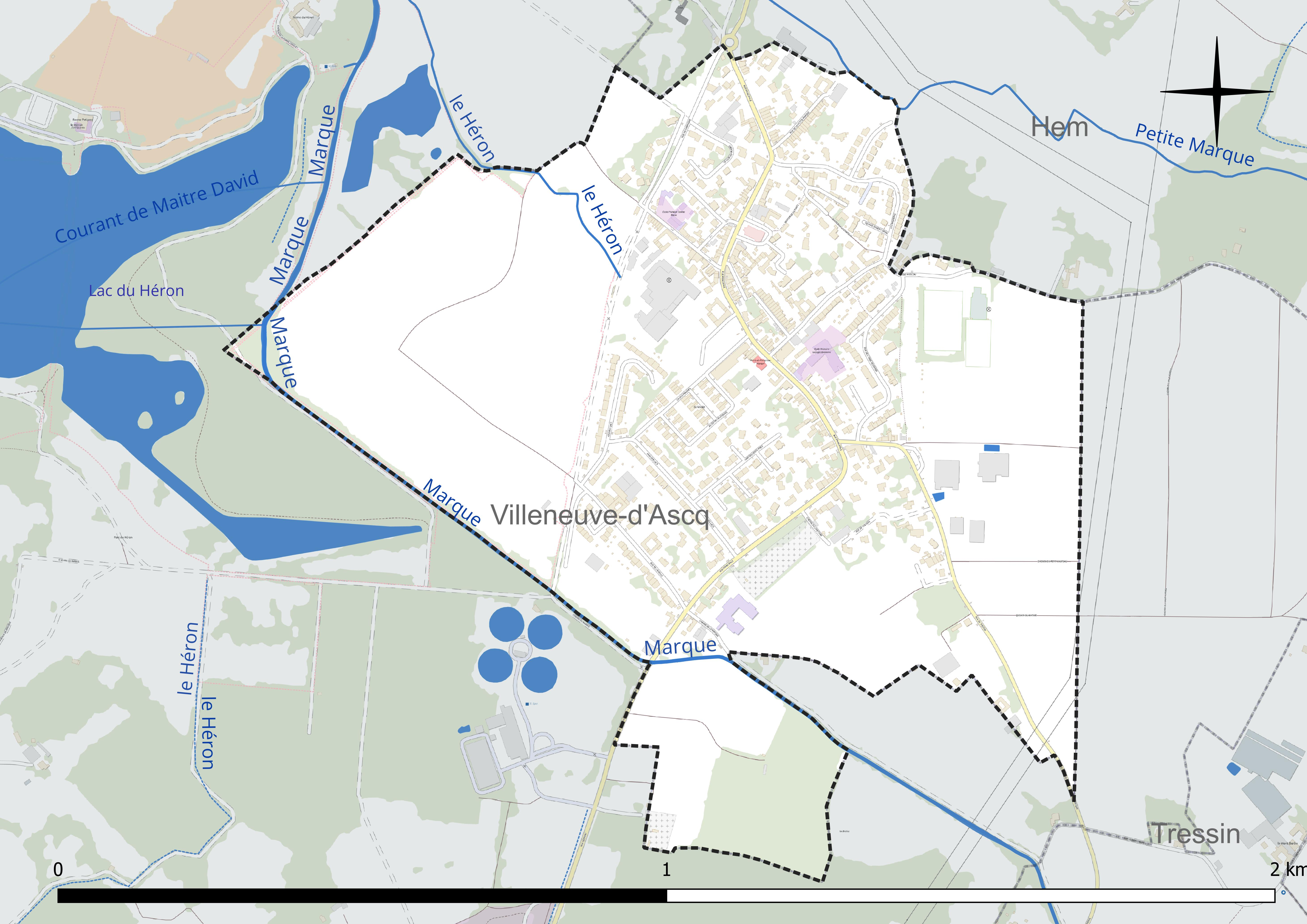
Réseau hydrographique de Forest-sur-Marque.

#### Gestion et qualité des eaux
Le territoire communal est couvert par le schéma d'aménagement et de gestion des eaux (SAGE) « Marque Deûle ». Ce document de planification concerne un territoire de 1 120 km2 de superficie, délimité par les bassins versants de la Marque et de la Deûle, formant une vaste cuvette sédimentaire de 40 km de long et de 25 km de large, où la pente est très faible. Le périmètre a été arrêté le 2 décembre 2005 et le SAGE proprement dit a été approuvé le 9 mars 2020. La structure porteuse de l'élaboration et de la mise en œuvre est la Métropole européenne de Lille. 
La qualité des cours d'eau peut être consultée sur un site spécial géré par les agences de l'eau et l'Agence française pour la biodiversité. 

### Climat
Pour des articles plus généraux, voir Climat des Hauts-de-France et Climat du Nord.
En 2010, le climat de la commune est de type climat océanique dégradé des plaines du Centre et du Nord, selon une étude du CNRS s'appuyant sur une série de données couvrant la période 1971-2000. En 2020, Météo-France publie une typologie des climats de la France métropolitaine dans laquelle la commune est exposée à un climat océanique et est dans la région climatique  Nord-est du bassin Parisien, caractérisée par un ensoleillement médiocre, une pluviométrie moyenne régulièrement répartie au cours de l'année et un hiver froid (3 °C). 
Pour la période 1971-2000, la température annuelle moyenne est de 10,7 °C, avec une amplitude thermique annuelle de 14,4 °C. Le cumul annuel moyen de précipitations est de 682 mm, avec 12 jours de précipitations en janvier et 9 jours en juillet. Pour la période 1991-2020, la température moyenne annuelle observée sur la station météorologique la plus proche, située sur la commune de Lesquin à 7 km à vol d'oiseau, est de 11,3 °C et le cumul annuel moyen de précipitations est de 740,0 mm,. Pour l'avenir, les paramètres climatiques de la commune estimés pour 2050 selon différents scénarios d'émission de gaz à effet de serre sont consultables sur un site spécial publié par Météo-France en novembre 2022.

## Urbanisme

### Typologie
Au 1er janvier 2024, Forest-sur-Marque est catégorisée ceinture urbaine, selon la nouvelle grille communale de densité à sept niveaux définie par l'Insee en 2022.
Elle appartient à l'unité urbaine de Lille (partie française), une agglomération internationale regroupant 60  communes, dont elle est une commune de la banlieue,,. Par ailleurs la commune fait partie de l'aire d'attraction de Lille (partie française), dont elle est une commune du pôle principal,. Cette aire, qui regroupe 201 communes, est catégorisée dans les aires de 700 000 habitants ou plus (hors Paris),.

### Occupation des sols
L'occupation des sols de la commune, telle qu'elle ressort de la base de données européenne d'occupation biophysique des sols Corine Land Cover (CLC), est marquée par l'importance des territoires agricoles (50,9 % en 2018), en diminution par rapport à 1990 (55,8 %). La répartition détaillée en 2018 est la suivante : zones urbanisées (45,5 %), terres arables (38,7 %), prairies (12,1 %), forêts (3,6 %). L'évolution de l'occupation des sols de la commune et de ses infrastructures peut être observée sur les différentes représentations cartographiques du territoire : la carte de Cassini (XVIIIe siècle), la carte d'état-major (1820-1866) et les cartes ou photos aériennes de l'IGN pour la période actuelle (1950 à aujourd'hui).

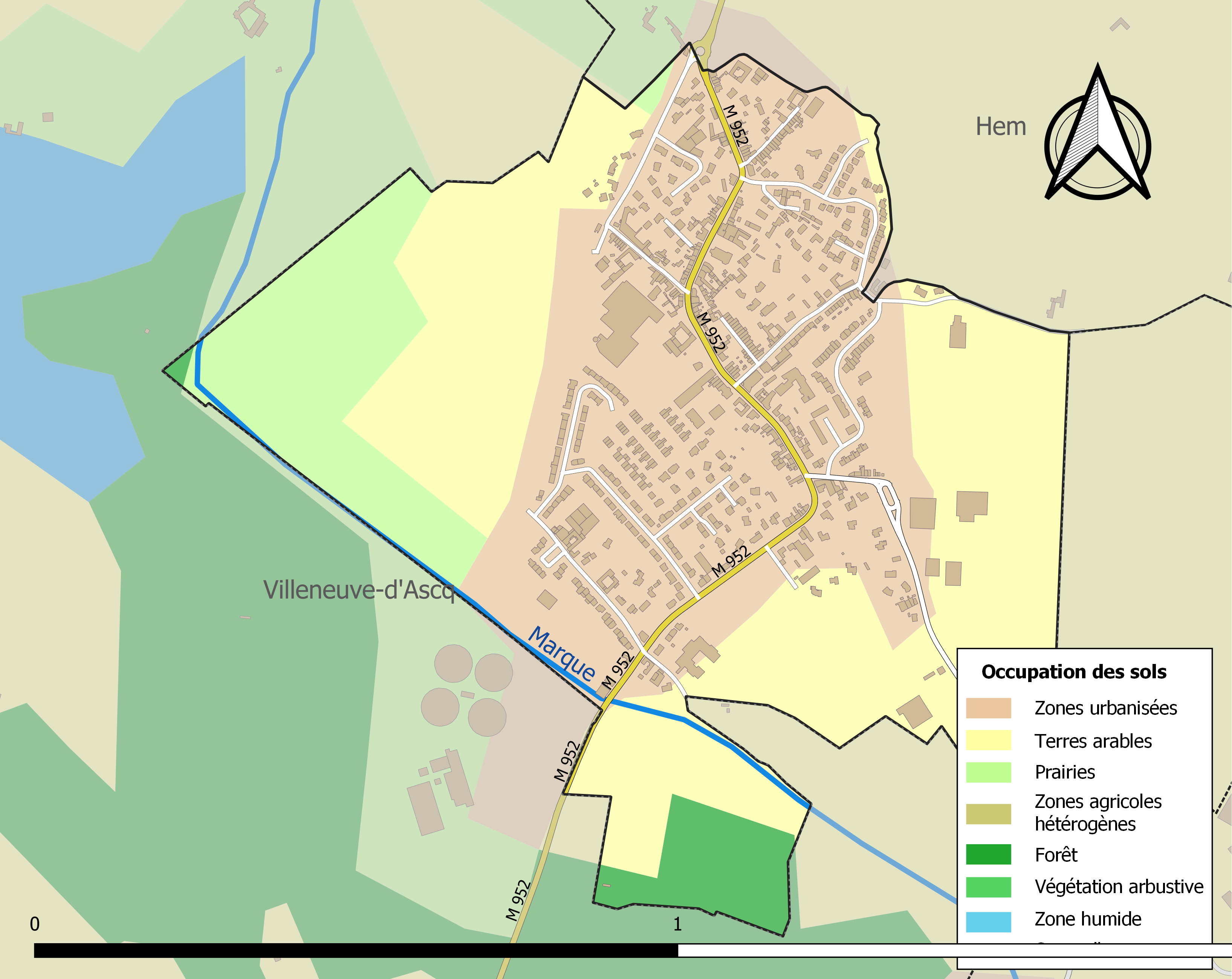
Carte des infrastructures et de l'occupation des sols de la commune en 2018 (CLC).

### Voies de communication et transports
La commune est desservie, en 2023, par les lignes 36, 66, 73, 910 et par la ligne de transport à la demande 20R du réseau Ilévia.

## Toponymie
Attestée sous la forme Forest en 1197.
« Étendue de terrain boisé dont l'usage est réservé au roi, à un seigneur », du latin foresta, dérivé de fors, « hors », la forêt a d'abord désigné, au Moyen Âge, la partie du domaine qui se trouvait hors de l'espace cultivé. Ensuite, il désignera une vaste étendue couverte d'arbres.

## Histoire
Avant le XVIIe siècle, le territoire de Forest-sur-Marque appartenait à Ascq. C'était une forêt sise sur les bords de la Marque qui baignait dans l'eau stagnante des marais, avec des ruisseaux et des étangs où poussaient des joncs et des nénuphars.
En 1617, Guilbert de Gand, baron d'Hem, seigneur de Sailly, de Forest etc. fait construire une église à Forest-sur-Marque. Le 13 avril 1640, à la demande du baron d'Hem qui y réside, Forest-sur-Marque est détachée du village d'Ascq et érigé en paroisse Maximilien de Gand, évêque de Tournai.
En 1921, la commune de Forest devient Forest-sur-Marque.

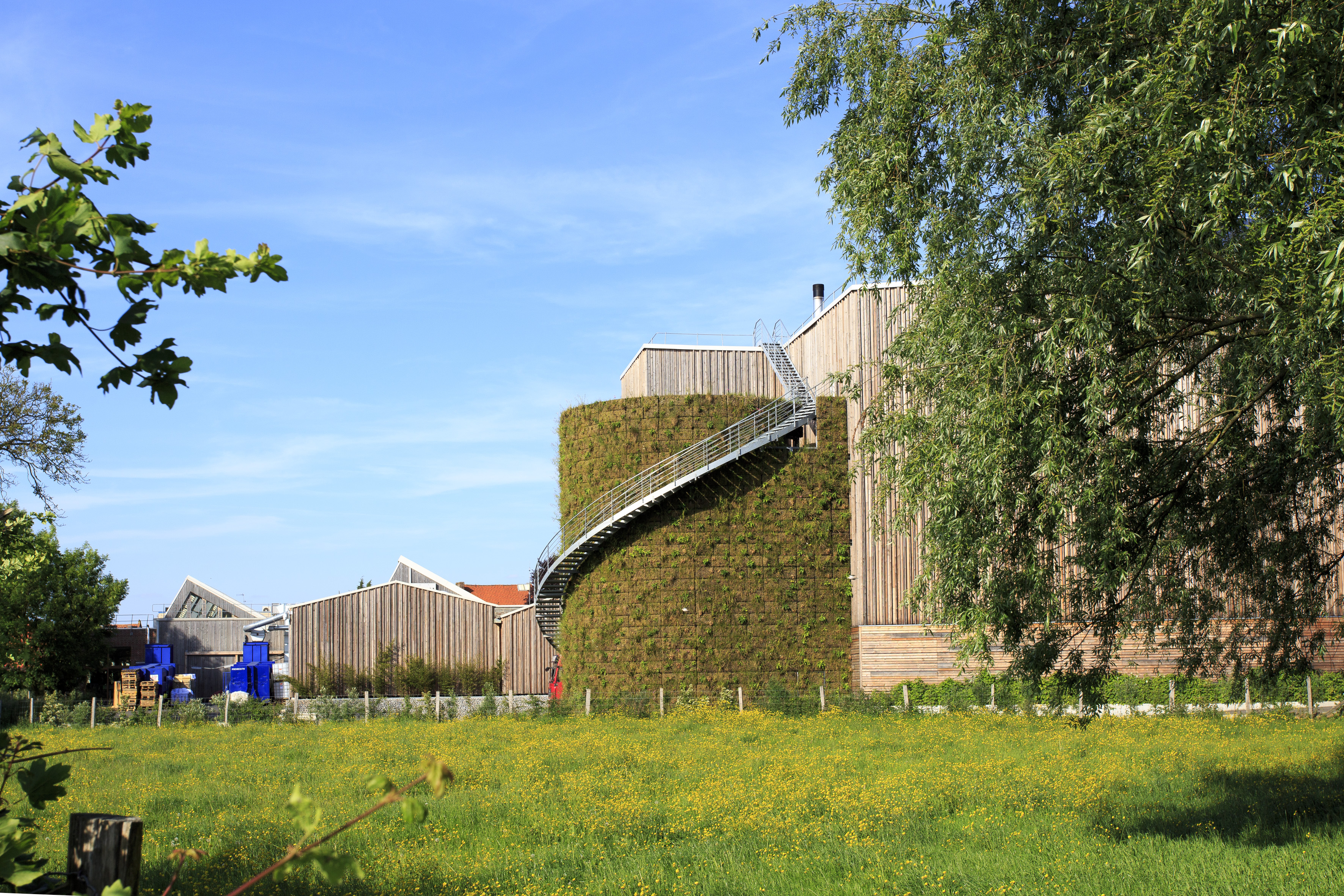
POCHECO La première usine écolonomique au monde

L'usine de Pocheco située au cœur du village de Forest-sur-Marque a été construite en 1848 par la famille Jouret, qui fabriquait alors des sacs en toile de jute pour l'agriculture. C'est autour de cette usine que s'est construit le village. Pocheco est un fabricant d'enveloppes écologiques.

## Héraldique
|  | Les armes de Forest-sur-Marque se blasonnent ainsi : « De gueules au chef d'argent ». |

## Politique et administration
| Période                                  | Période       | Identité                   | Étiquette | Qualité              |
| ---------------------------------------- | ------------- | -------------------------- | --------- | -------------------- |
| Les données manquantes sont à compléter. |               |                            |           |                      |
| Maire en 1802-1803                       |               | Fid. Amand Delerue         |           |                      |
| 1807                                     |               | M. Leleu                   |           |                      |
| Les données manquantes sont à compléter. |               |                            |           |                      |
| 1853                                     | 1880          | Louis Ferdinand Roman      |           |                      |
| 1881                                     | décembre 1894 | Louis Prouvost             |           | Décédé en fonction   |
| 1895                                     | ?             | Lucien Thieffry            |           |                      |
| Les données manquantes sont à compléter. |               |                            |           |                      |
| mars 1983                                | mars 2001     | Jean-Pierre Vanwaelscappel |           | Maire honoraire      |
| mars 2001                                | juin 2020     | Marie-Thérèse Pincedé      | DVD       | Retraitée            |
| juin 2020                                | janvier 2021  | Bernard Strobbe            | SE        | Démissionnaire       |
| janvier 2021                             | En cours      | Thibault Dillies           | SE        | Ingénieur logistique |

### Instances judiciaires et administratives
La commune relève du tribunal d'instance de Lille, du tribunal de grande instance de Lille, de la cour d'appel de Douai, du tribunal pour enfants de Lille, du tribunal de commerce de Tourcoing, du tribunal administratif de Lille et de la cour administrative d'appel de Douai.

## Population et société

### Démographie

#### Évolution démographique
L'évolution du nombre d'habitants est connue à travers les recensements de la population effectués dans la commune depuis 1793. Pour les communes de moins de 10 000 habitants, une enquête de recensement portant sur toute la population est réalisée tous les cinq ans, les populations de référence des années intermédiaires étant quant à elles estimées par interpolation ou extrapolation. Pour la commune, le premier recensement exhaustif entrant dans le cadre du nouveau dispositif a été réalisé en 2008.

En 2022, la commune comptait 1 660 habitants, en évolution de +14,72 % par rapport à 2016 (Nord : +0,51 %, France hors Mayotte : +2,11 %).
| 1793 | 1800 | 1806 | 1821 | 1831 | 1836 | 1841 | 1846 | 1851 |
| ---- | ---- | ---- | ---- | ---- | ---- | ---- | ---- | ---- |
| 370  | 427  | 235  | 516  | 600  | 694  | 722  | 754  | 745  |

| 1856 | 1861 | 1866 | 1872 | 1876 | 1881 | 1886 | 1891 | 1896 |
| ---- | ---- | ---- | ---- | ---- | ---- | ---- | ---- | ---- |
| 779  | 804  | 800  | 814  | 800  | 769  | 709  | 718  | 739  |

| 1901 | 1906 | 1911 | 1921 | 1926 | 1931 | 1936 | 1946 | 1954 |
| ---- | ---- | ---- | ---- | ---- | ---- | ---- | ---- | ---- |
| 807  | 813  | 837  | 784  | 859  | 954  | 914  | 852  | 929  |

| 1962 | 1968 | 1975 | 1982  | 1990  | 1999  | 2006  | 2008  | 2013  |
| ---- | ---- | ---- | ----- | ----- | ----- | ----- | ----- | ----- |
| 995  | 978  | 971  | 1 456 | 1 497 | 1 562 | 1 483 | 1 461 | 1 465 |

| 2018  | 2022  | - | - | - | - | - | - | - |
| ----- | ----- | - | - | - | - | - | - | - |
| 1 467 | 1 660 | - | - | - | - | - | - | - |

#### Pyramide des âges
En 2018, le taux de personnes d'un âge inférieur à 30 ans s'élève à 31,5 %, soit en dessous de la moyenne départementale (39,5 %). À l'inverse, le taux de personnes d'âge supérieur à 60 ans est de 30,3 % la même année, alors qu'il est de 22,5 % au niveau départemental.
En 2018, la commune comptait 697 hommes pour 770 femmes, soit un taux de 52,49 % de femmes, légèrement supérieur au taux départemental (51,77 %).
Les pyramides des âges de la commune et du département s'établissent comme suit.
| Hommes | Classe d’âge | Femmes |
| ------ | ------------ | ------ |
| 0,6    | 90 ou +      | 4,8    |
| 5,2    | 75-89 ans    | 8,7    |
| 20,7   | 60-74 ans    | 20,4   |
| 21,1   | 45-59 ans    | 18,1   |
| 19,8   | 30-44 ans    | 17,7   |
| 14,1   | 15-29 ans    | 14,3   |
| 18,7   | 0-14 ans     | 16,1   |

| Hommes | Classe d’âge | Femmes |
| ------ | ------------ | ------ |
| 0,5    | 90 ou +      | 1,4    |
| 5,3    | 75-89 ans    | 8,1    |
| 14,8   | 60-74 ans    | 16,2   |
| 19,1   | 45-59 ans    | 18,4   |
| 19,5   | 30-44 ans    | 18,7   |
| 20,7   | 15-29 ans    | 19,1   |
| 20,2   | 0-14 ans     | 18     |

## Lieux et monuments

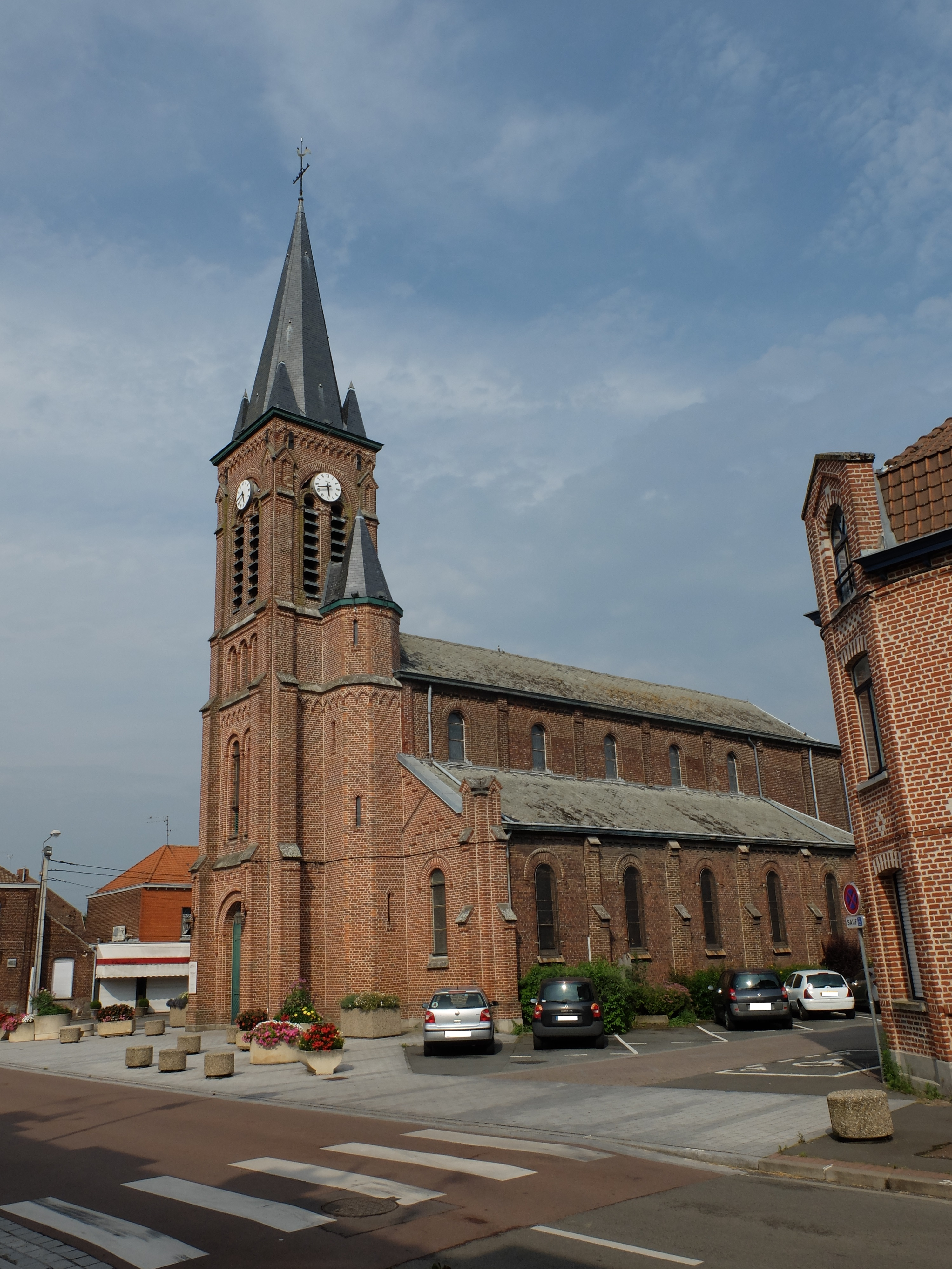
L'église.

- L'église Saint-Jean-Baptiste.

## Personnalités liées à la commune
- Adrien Filez, Footballeur

## Pour approfondir